# Tanjung Permai (Seri Kuala Lobam)
Tanjung Permai is een bestuurslaag in het regentschap Bintan van de provincie Riau-archipel, Indonesië. Tanjung Permai telt 2925 inwoners (volkstelling 2010).